# Polskie encyklopedie ogólne

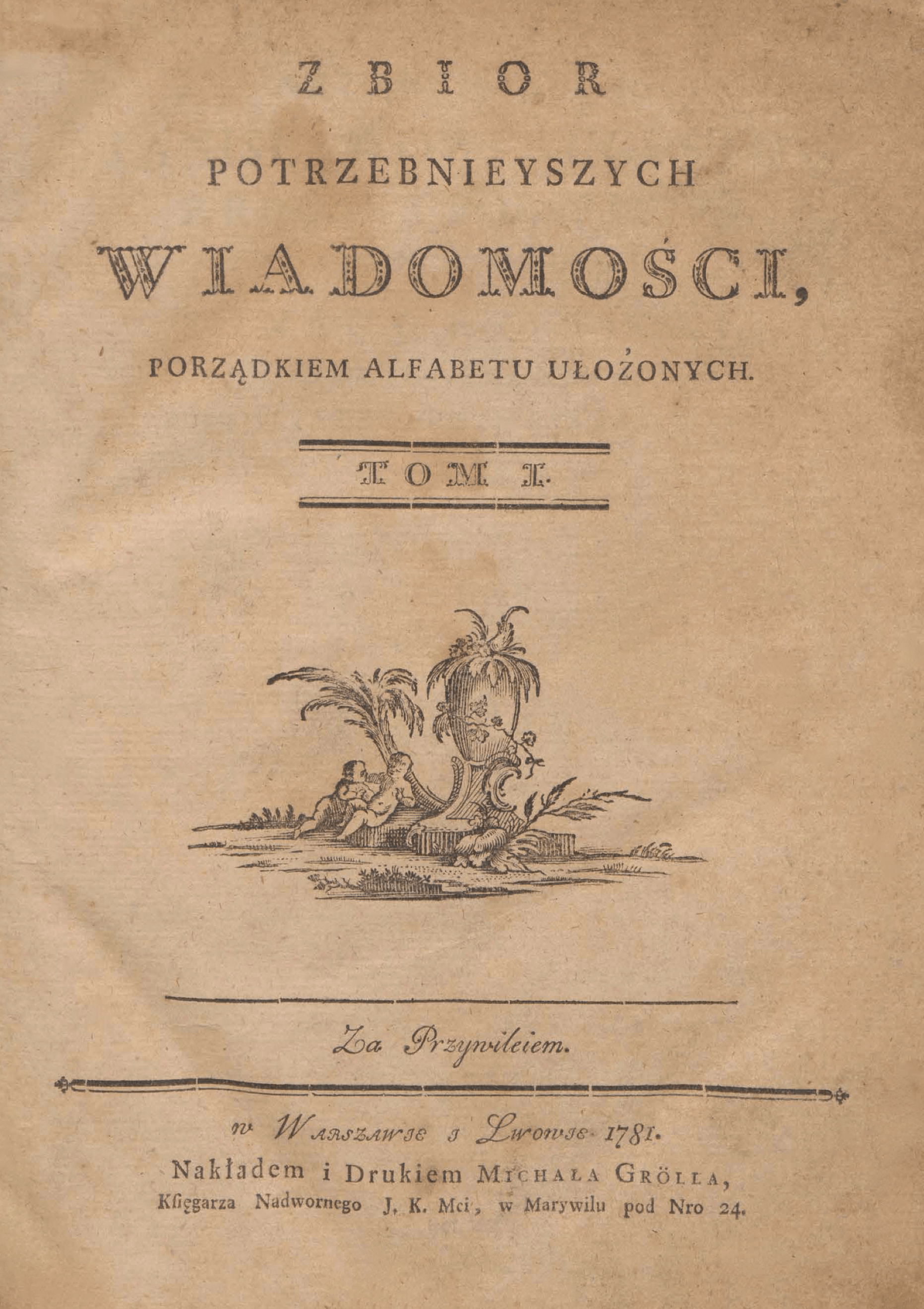
„Zbiór potrzebniejszych wiadomości”. Encyklopedia Ignacego Krasickiego z 1781 roku.

Polskie encyklopedie ogólne (także uniwersalne bądź powszechne) – wydawnictwa informacyjne, których treść zawiera ogół wiadomości ze wszystkich dziedzin wiedzy, wydawane na terenie Polski lub za granicą w języku polskim.

## Geneza
W średniowieczu w południowej i zachodniej Europie popularne były małe manuskrypty encyklopedii i słowników moralnych, zawierające w porządku alfabetycznym cytaty z Biblii czy z dzieł Ojców Kościoła. W XIV wieku rękopisy te, tłumaczone na język polski, pojawiły się także w Polsce. Do najstarszych znanych dzieł o podobnym charakterze należy Ułamek starożytnego kazania o małżeństwie, znaleziony przez Zygmunta Glogera w bibliotece tykocińskiej w 1873 roku. Wbrew nazwie manuskrypt ten jest rodzajem encyklopedii, w której hasła-cytaty, napisane czerwoną farbą, są rozpoczynane od imienia autora cytatów, bądź słów Jeden uczennik (uczony) mówi tako.
W Polsce wychodziły również drukiem różnego rodzaju dykcjonarze, kompendia, zielniki oraz herbarze mające najczęściej układ tematyczny oraz hasłowe uszeregowanie zawartości grupujące informacje z różnych dziedzin wiedzy.

## Encyklopedie ogólne w XVII–XVIII wieku

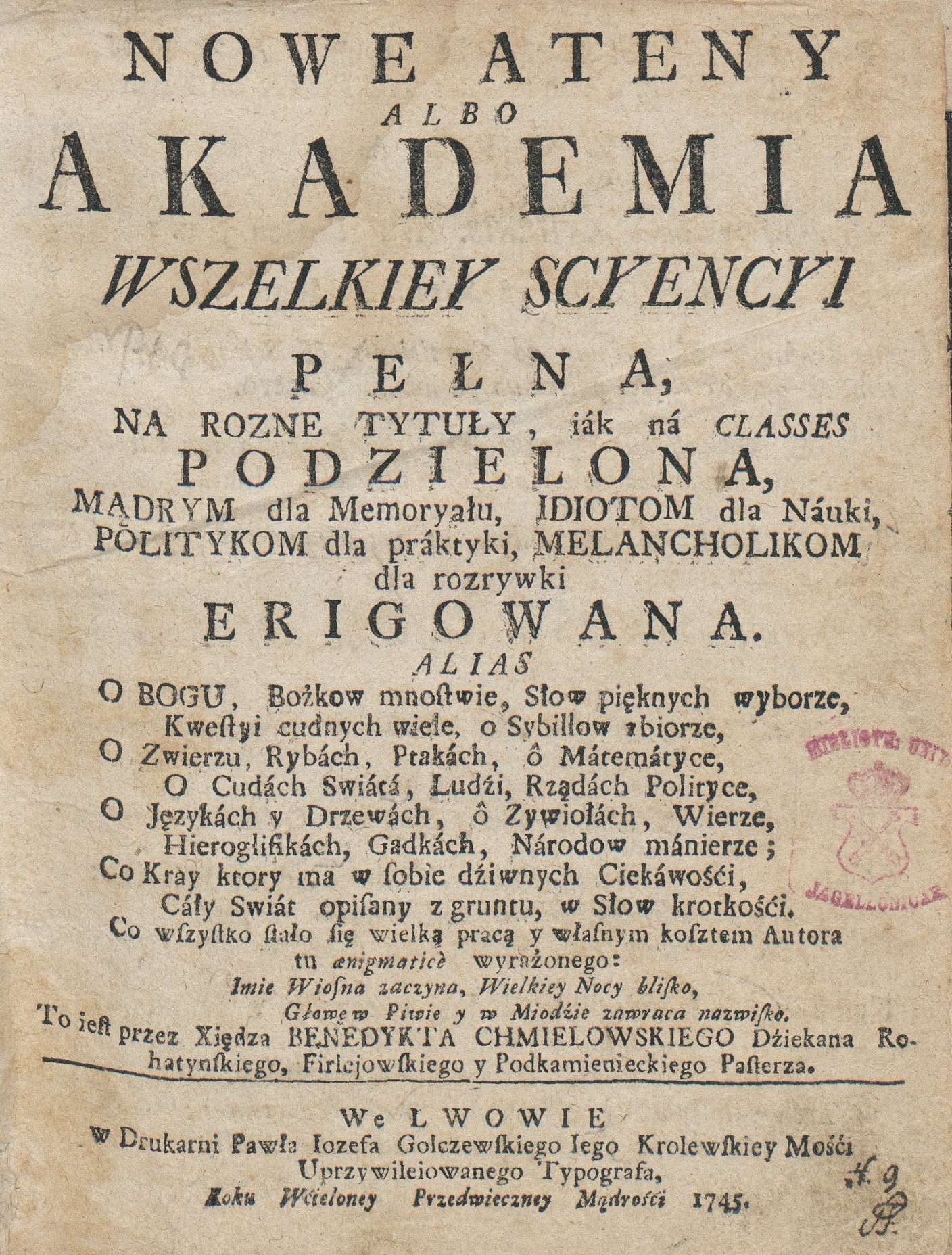
Strona tytułowa Nowych Aten

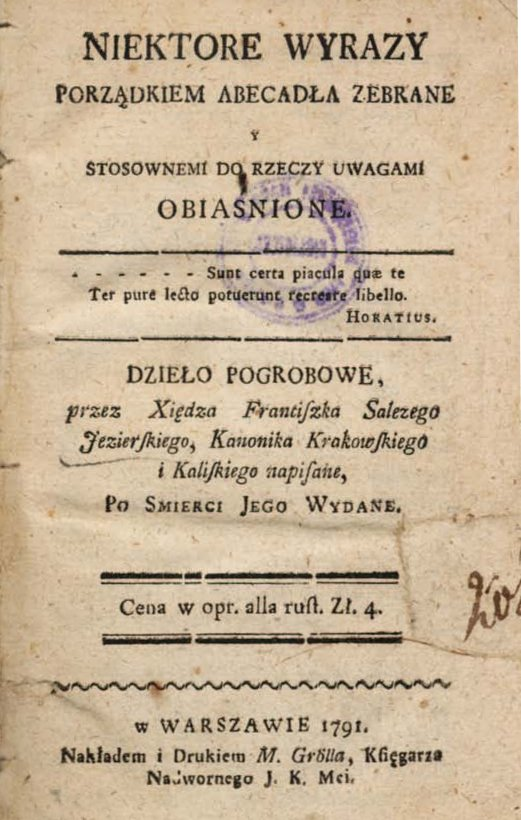
Niektóre wyrazy porządkiem abecadła zebrane, Franciszka Jezierskiego wyd. z 1791 roku.

O pierwszej książce mającej charakter encyklopedyczny wspomniał w swojej Encyklopedii staropolskiej ilustrowanej polski historyk oraz archeolog Zygmunt Gloger. Był to zaginiony pergaminowy inkunabuł, którego fragment odkrył w bibliotece pobernardyńskiej w Tykocinie. Kolejną encyklopedią napisaną w języku polskim była napisana przez Jana Protasowicza w Wilnie Inventores rerum, albo krótkie opisanie kto co wynalazł i do używania ludziom podał wydana w 1608 roku w oficynie Jana Karcana. Dzieło to uznawane jest za pierwsze w Polsce opublikowane z alfabetycznym układem haseł .
Kolejne dzieło Encyclopaedia Natvralis Entis: In genere & specie Doctrinâ Peripateticâ, ad mentem Doctoris Angelici expressa. A Stanislao Stokowski, Auditore Cursus, ab Admodum Rndo olim Gabriele Wladislawski, Fundati. In florentissima Academia Cracouiensi publice ad disputandum proposita. Anno 1637. Mense April. Die... Hora... Praesidente V.M. Ioachimo Speronowic tum eiusdem Cursus Profess, spisał Stanisław Stokowski członek Akademii Krakowskiej, które wydała w 1637 w Krakowie oficyna Mateusza Andrzejowicza. Dzieło zawierało informacje zaczerpnięte ze dziedzin przyrody, filozofji, polityki oraz etyki.
W 1746 roku Benedykt Chmielowski wydał we Lwowie kolejna encyklopedię polską Nowe Ateny, albo Akademja wszelkiej scjencyi pełna, na różne tytuły, jak na classes podzielona: mądrym dla memorjału, idjotom dla nauki, politykom dla praktyki, melancholikom dla rozrywki erygowana. Edycja była wznawiana i rozszerzana – w latach 1753 i 1756 encyklopedia liczyła już cztery tomy. Treść dzieła Chmielowskiego była ułożona według poszczególnych zagadnień.
W latach 1781–1783 w Warszawie i we Lwowie wyszedł dwutomowy Zbiór potrzebniejszych wiadomości Ignacego Krasickiego, będący rodzajem encyklopedii powszechnej, gdzie hasła zostały uporządkowane alfabetycznie . Treść była uzupełniana i poszerzana przez autora. W ostatecznej wersji liczyło sześć tomów. Edycję sześciotomową wydał w latach 1828–1833 Adam Jakubowski w warszawskiej drukarni Natana Glücksberga .
Do osiemnastowiecznych encyklopedii polskich zaliczana jest również książka autorstwa Franciszka Jezierskiego Niektóre wyrazy porządkiem abecadła zebrane, wydana w 1791 roku. Treść haseł została przez autora zabarwiona subiektywnymi komentarzami i pouczeniami.
W 1798 roku Drukarnia Szkoły Głównej Koronnej w Krakowie wydała pozycję encyklopedyczną pt. Encyklopedya Wiadomości Elementarnych Czyli Pierwsze Rysy I Wyobrażenia Nauk I Kunsztów: Dla Użytku Młodzieży. Publikacja liczyła 2 tomy. Część I: O religji, językach, literach, druku, wymowie, rymotwórstwie, metafizyce, żeglarstwie, o monetach, mitologji itp. – Część II: o kunsztach: o rolnictwie, budownictwie, sztychu, snycerstwie, odlewaniu posągów, muzyce, tańcu. Redaktorami byli Michał Sołtyk oraz Jan Kanty Potulicki.

## Okres zaborów
W 1806 roku we Wrocławiu ukazał się w języku polskim jednotomowy Zbiór krótki encyklopedyczny wszystkich umiejętności pomnożony historyą powszechną aż do naszych czasów liczący 431 stron. Było to tłumaczenie francuskiego autora Jeana Hautepierrea: Abrégé encyclopedique de toutes les sciences augmentée de l’histoire universelle jusqu'à nos jours. Pozycję wydał wrocławski drukarz i wydawca Wilhelm Bogumił Korn.
W 1830 roku w Warszawie ukazała się sześciotomowa Encyklopedya popularna: obeymuiąca umieiętności, sztuki i rzemiosła wyłożone sposobem przystępnym dla wszystkich klass: ogłoszona w Londynie pod opieką Towarzystwa Zatrudniaiącego się Rozszerzaniem Umieiętności Użytecznych wydrukowana przez drukarnię J. Węckiego. Było to tłumaczenie z języka angielskiego Antoniego Krauza.
W 1835 roku w Warszawie ukazały się 4 tomy obejmujące litery A–C oraz 4 zeszyty obejmujące początek litery P dzieła Encyklopedja powszechna; zbiór wiadomości najpowszechniejszych dla wszystkich stanów, wydanego przez Augusta i Teofila Glücksbergów. Pod względem merytorycznym najlepszą wartość miały hasła o tematyce historycznej i literackiej. Encyklopedia wzbogacona była w ryciny. Na skutek małego zainteresowania wydawania kolejnych tomów zaprzestano w 1840 roku. W księgarni Günthera w Lesznie Stanisław Plater w latach 1839–1841 opublikował Encyklopedję małą polską, zawierającą dwa tomy w jednym woluminie. Wydanie to z punktu widzenia nauki stanowiło popularny podręcznik, który zawierał niezbędne informacje dla mas.
W Poznaniu w latach 1842–1852 nakładem Żupańskiego opublikowano kolejną, dwutomową pozycję uznawaną za encyklopedię – Starożytności polskie. Ku wygodzie czytelnika porządkiem abecadłowym zebrane, której redaktorem był polski historyk Jędrzej Moraczewski.
W czerwcu 1858 roku w Warszawie powstał czteroosobowy komitet redakcyjny (Kazimierz Władysław Wóycicki, Leon Rogalski, Jan Pankiewicz i Fryderyk Henryk Lewestam), który podjął się prac nad wydaniem Encyklopedyi powszechnej. Inicjatorem całego przedsięwzięcia był Samuel Orgelbrand. Komitet powołał redaktorów poszczególnych działów: Stanisław Kramsztyk, Józef Krzywicki, Stanisław Mieczyński, Adolf Nakeski, współpracownicy: Władysław Nowca, Bronisław Chlebowski, Karol Messing, Zygmunt Kramsztyk, Izaak Kramsztyk, Aleksander Wejnert, Zygmunt Gepner, Adam Rzążewski, Adam Bełcikowski. Prace nad 28-tomowym wydawnictwem trwały od 1 października 1859 roku do 1868 roku. Encyklopedia Orgelbranda w edycji 12 tomowej z dwoma suplementami, tzw. „mały Orgelbrand”, była trzykrotnie wznawiana w latach 1872–1876; 1877-1879; 1883-1884.  W latach 1911–1912, gdy wyszedł tzw. szesnastotomowy „średni Orgelbrand” również z dwoma suplementami.
Redaktor naczelny Przeglądu Tygodniowego Adam Wiślicki wydał w Warszawie w 1873 roku trzytomową Podręczną encyklopedyę powszechną z atlasem, która wydrukowana została w drukarni gazety . Rozszerzoną wersję tej encyklopedii wzbogaconą o zawartość 5go wydania encyklopedii Meyera wydrukował Gebethner i Wolff w latach 1895–1901 ,
W ostatniej dekadzie XIX wieku wydawnictwo Franciszka Juliusza Granowskiego i Saturnina Józefa Sikorskiego rozpoczęło wydawanie Wielkiej encyklopedii powszechnej ilustrowanej. Spośród zaplanowanych 80 tomów ukazało się 55, doprowadzonych do hasła Patrokles. Wydawania zaprzestano z powodu wybuchu I wojny światowej.

## Dwudziestolecie międzywojenne
W dwudziestoleciu międzywojennym (1918–1939) w latach 1925–1938 ukazała się pięciotomowa Ilustrowana encyklopedia Trzaski, Everta i Michalskiego (in. Ilustrowana encyklopedia TEM) pod redakcją Stanisława Lama wydana przez wydawnictwo „Trzaska, Evert i Michalski” . W 1933 roku ukazała się również dwutomowa popularna encyklopedia tego wydawcy licząca 1240 stron, 526 ilustracji, 47 tablic oraz kolorową polityczną mapę świata i Polski. Kolejna Encyklopedia Powszechna Dla Wszystkich Trzaski, Everta i Michalskiego wyszła w 1936. Duża edycja została wznowiona siedmiu tomach w latach 1995–1997 przez poznański Dom Wydawniczy Babicz, Harasimowicz i Spółka.
W latach 1929–1938 w krakowskim wydawnictwie „Gutenberg” ukazywały się poszczególne tomy Wielkiej ilustrowanej encyklopedii powszechnej. Początkowo wydano osiemnaście tomów, uzupełnione w 1933 dwoma suplementami w postaci tomów 19–20 oraz w 1938 kolejnymi tomami 21–22. Następną ogólną encyklopedią z okresu międzywojnia była dziesięciotomowa Encyklopedia powszechna Ultima Thule pod redakcją Stanisława Franciszka Michalskiego, doprowadzona do hasła Szymonowicz. Do wybuchu II wojny światowej w 1939 roku wydano w sumie 10 tomów.
W latach 1933–1939 we Lwowie polskie wydawnictwo szkolne i naukowe Książnica-Atlas opublikowało również pięciotomową encyklopedię dla młodzieży szkolnej pod redakcją Zygmunta Łempickiego Świat i życie. Zarys encyklopedyczny współczesnej wiedzy i kultury . W 1937 roku wyszła dwu tomowa Ilustrowana encyklopedia powszechna pod red. dr Mariana Wachtela, Wydawnictwo J. Przeworskiego. W tym samym roku wydawnictwo Arcta opublikowało także Nowoczesną encyklopedię ilustrowaną pod redakcją Michała Arcta.

## Encyklopedie powszechne po drugiej wojnie światowej

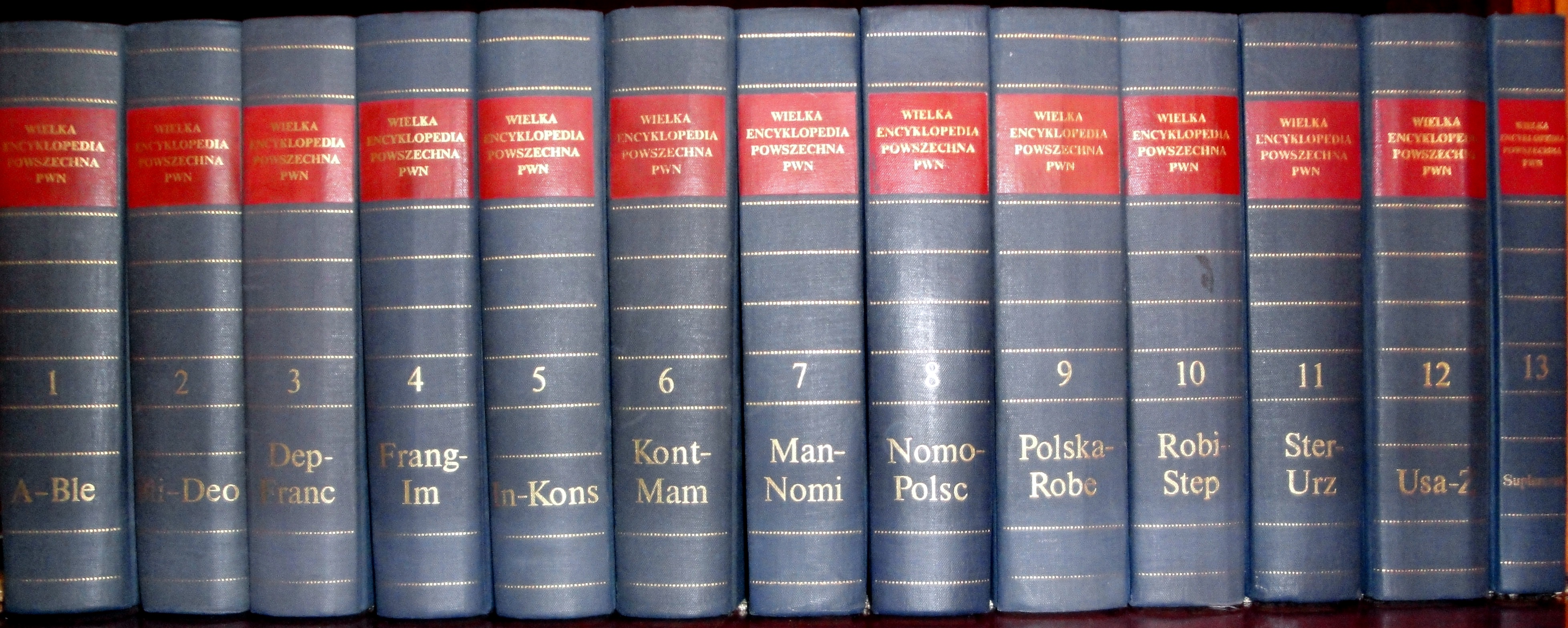
Grzbiety 13-tomowej Wielkiej encyklopedii powszechnej PWN

- Pierwsza encyklopedia powszechna po drugiej wojnie światowej ukazała się w 1959 roku. Była to jednotomowa Mała encyklopedia powszechna PWN[5] pod redakcją Bogdana Suchodolskiego[13]. Wydawnictwo doczekało się kilku wznowień w latach sześćdziesiątych i siedemdziesiątych oraz w 1997 roku.

- W latach 1962–1969 (również pod redakcją Suchodolskiego) wyszła dwunastotomowa Wielka encyklopedia powszechna PWN z suplementem w postaci tomu 13, który ukazał się w 1970 roku[5].

- Czterotomowa pod redakcją Henryka Boneckiego Encyklopedia powszechna PWN wydana została w latach 1973–1976[14] z suplementem z roku 1988 pod redakcją Ryszarda Marcinkoskiego[15].

- W 1980 roku ukazała się jednotomowa, barwna Encyklopedia popularna PWN pod redakcją Adama Karwowskiego[16]. Jej dwudzieste pierwsze wydanie było pierwszym, jakie ukazało się bez ingerencji cenzury. Dzieło periodycznie jest uzupełniane i poszerzane, doczekało się kilkudziesięciu wydań[5]. Na koniec 2011 roku istniało już 35 wydań w łącznym nakładzie ponad 3 mln egzemplarzy[17].

W ostatniej dekadzie XX wieku wydano kilka encyklopedii powszechnych, w tym na nośnikach cyfrowych.
- W latach 1995–1996 ukazała się sześciotomowa Nowa encyklopedia powszechna PWN[5] pod redakcją Dariusza Kalisiewicza[18]. W 1999 roku wydana została również na DVD pod redakcją Bartłomieja Kaczorowskiego[19], a w 2000 roku – wyszedł suplement[5] pod redakcją Andrzeja Dyczkowskiego[20].

- W 1996 roku na jednym dysku CD ukazała się pod redakcją Piotra Senatorskiego Encyklopedia multimedialna PWN[21]. Wydania rozszerzone do tej edycji wyszły w latach 1998 i 1999.

- W 1997 roku Wydawnictwo Kurpisz zainicjowało wydawanie polskiej edycji encyklopedii Britannica[5] pod redakcją Wojciecha Wolarskiego[22].

- Z przełomu XX i XXI wieku pochodzą Encyklopedia PWN w trzech tomach pod redakcją Andrzeja Dyczkowskiego[23]. Dzieło opublikowane zostało również w wersji multimedialnej na dwóch płytach w 1999 roku[5].

- W latach 2001–2006 wyszła trzydziestotomowa Wielka encyklopedia PWN pod redakcją Jana Wojnowskiego. Tom 31 stanowi suplement z dokumentem towarzyszącym w postaci dysku CD z indeksem[24].

- W 2005 Agora SA we współpracy z PWN wydała 20-tomową encyklopedię, która rozpowszechniana była w formie dodatku do środowych wydań Gazety Wyborczej począwszy od 12 stycznia 2005. Każdy tom zawiera część encyklopedyczną oraz dodatek złożony z cytatów artykułów GW na tematy z części ogólnej[25].